# 오경재

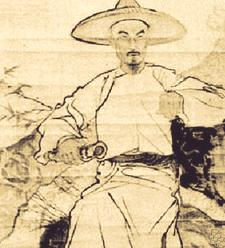
오경재

오경재(중국어 간체자: 吴敬梓, 정체자: 吳敬梓, 병음: Wú Jìngzǐ 우징쯔[*], 1701년 ~ 1754년)는 중국 청(淸) 중기의 문인이다. 자는 민헌(敏軒), 호는 문목노인(文木老人).
안휘성 저주시 전초현의 명문 출신이다. 재산을 낭비하였고, 문재는 있었으나 관료의 길에 등을 돌렸다. 난징으로 옮긴 다음에도 박학 홍사과(博學鴻詞科)에 추천되었으나 병을 핑계로 사퇴하고, 장서를 판다든지 친구의 도움을 받는 등 빈고(貧苦)의 생활 속에서 정치체제를 집요하게 분석하고, 통렬하게 비판을 가한 작품 《유림외사》를 썼다. 이 밖에 《문목산방집(文木山房集)》 4권이 있다.